# ワシんとこ・ポスト
『ワシんとこ・ポスト』は、BSよしもとで2022年3月21日から2023年6月30日まで放送されていた地方創生をテーマとした生放送の報道番組。

## 概要
地方の経済・観光などのローカルニュースや様々な業界新聞を解説を交えて、吉本興業に所属している芸人・文化人のコメントで振り返る。
初回は18:00 - 21:00の3時間放送した。BSよしもと公式Twitterで2023年6月30日に放送を終了すると発表。
2023年6月26日に総放送回数はこの時点で『321回』であることが小倉から明かされ、同時に最終回が『325回』であることも併せて発表された。

## 出演者

### メインキャスター
- 小倉淳[4]

### サブキャスター
- 佐竹美希（2022年4月1日 - 2023年6月29日）[注釈 1]
- 坂本麻子（番組開始 - 2022年3月31日・2022年4月11日 - 2022年4月15日・2022年5月16日 - ・2022年9月30日 - 2023年6月30日）[注釈 2]

### 総合解説
- 鈴木亮
- 春川正明
- 町田徹

### コメンテーター
- 月曜日：ヒデ（ペナルティ）[注釈 3]
- 火曜日：馬場園梓
- 水曜日：福田充徳（チュートリアル）
- 木曜日：岩尾望（フットボールアワー）
- 金曜日：徳井健太（平成ノブシコブシ）[注釈 4]

## 放送時間
- 月曜 - 金曜 18:00 - 21:00（2022年3月21日）
- 月曜 - 金曜 19:00 - 21:00（2022年3月22日から2023年6月30日）

## コーナー
- ワシんとこヘッドライン
- 業界んとこニュース
- ワシんとこ記念日
- ワシんとこウィーク
- ワシんとこ占い
  - 出雲阿国が出演者を占う[14]
- ワシんとこフード（不定期）
- ワシんとこランキング（不定期）
- ワシんとこ何色（不定期）

## スタジオ
基本的に同じスタジオを使用しているが、1周年記念特番の際のみ別のスタジオから中継した（なお、普段のスタジオはグルメ紹介及び試食の際に使用された）。

## 特別番組
この日は日曜であったが、2023年6月25日に元内閣総理大臣で衆議院議員の菅義偉をゲストに招き、『ワシントこ・ポスト特番 地方創生 菅前総理に聞きたいSP』と題して特別番組を放送した。また、これが放送中では最初で最後の特番となった。

## スタッフ
- 協力：47行政ジャーナル、zoom
- 制作：IVSテレビ制作[15]・B-DASH・株式会社コラボレーション・ABCリブラ
- 製作・著作：BSよしもと